# Sauris asema
Sauris asema är en fjärilsart som beskrevs av Louis Beethoven Prout 1958. Sauris asema ingår i släktet Sauris och familjen mätare. Inga underarter finns listade.